# Afrodisià
Afrodisià (en llatí Aphrodisianus) va ser un persa que va escriure una descripció de les terres orientals en grec. També va escriure un llibre sobre la verge Maria. La seva època és desconeguda però devia ser cap a l'inici de l'època cristiana. Fabricius l'inclou a la Bibliotheca Graeca.